# Cristuru Secuiesc
Cristuru Secuiesc (în maghiară Székelykeresztúr, în germană Kreuz, în dialectul săsesc Ängersch-Kretz, în trad. "Cristuru Unguresc") este un oraș în județul Harghita, Transilvania, România, format din localitățile componente Betești, Cristuru Secuiesc (reședința) și Filiaș.

## Așezare
Localitatea Cisturu Secuiesc este situată la limita sud-vestică a județului Harghita cu județul Mureș, la gura de vărsare a pârâurilor Goagiu și Nicou Alb în Târnava Mare, la o altitudine de 390 m, pe DN13C, Bodogaia - Cristuru Secuiesc - Rugănești.

## Demografie
Componența etnică a orașului Cristuru Secuiesc
     Maghiari (87,22%)
     Romi (2,79%)
     Români (1,92%)
     Alte etnii (0,1%)
     Necunoscută (7,97%)
Componența confesională a orașului Cristuru Secuiesc
     Reformați (43,12%)
     Unitarieni (31,22%)
     Romano-catolici (11,29%)
     Fără religie (2,26%)
     Ortodocși (1,61%)
     Alte religii (1,8%)
     Necunoscută (8,71%)
Conform recensământului efectuat în 2021, populația orașului Cristuru Secuiesc se ridică la 8.797 de locuitori, în scădere față de recensământul anterior din 2011, când fuseseră înregistrați 9.650 de locuitori. Majoritatea locuitorilor sunt maghiari (87,22%), cu minorități de romi (2,79%) și români (1,92%), iar pentru 7,97% nu se cunoaște apartenența etnică. Din punct de vedere confesional, cei mai mulți locuitori sunt reformați (43,12%), cu minorități de unitarieni (31,22%), romano-catolici (11,29%), fără religie (2,26%) și ortodocși (1,61%), iar pentru 8,71% nu se cunoaște apartenența confesională.

## Politică și administrație
Orașul Cristuru Secuiesc este administrat de un primar și un consiliu local compus din 17 consilieri. Primarul, Hunor-János Koncz[*], de la Alianța Maghiară din Transilvania, este în funcție din octombrie 2020. Începând cu alegerile locale din 2024, consiliul local are următoarea componență pe partide politice:
|  | Partid                                 | Consilieri | Componența Consiliului | Componența Consiliului | Componența Consiliului | Componența Consiliului | Componența Consiliului | Componența Consiliului | Componența Consiliului | Componența Consiliului | Componența Consiliului |
|  | -------------------------------------- | ---------- | ---------------------- | ---------------------- | ---------------------- | ---------------------- | ---------------------- | ---------------------- | ---------------------- | ---------------------- | ---------------------- |
|  | Uniunea Democrată Maghiară din România | 9          |                        |                        |                        |                        |                        |                        |                        |                        |                        |
|  | Alianța Maghiară din Transilvania      | 8          |                        |                        |                        |                        |                        |                        |                        |                        |                        |

### Evoluție istorică
Conform datelor recensământului românesc din 1930, populația Cristurului Secuiesc era de 4.128 de locuitori, dintre care 3.476 maghiari, 326 români, 149 evrei, 89 germani, 76 țigani ș.a.
0200040006000800010.00012.000195619661977199220022011populațiePopulația istorică din Cristuru Secuiesc
Date: Recensăminte sau birourile de statistică - grafică realizată de Wikipedia

## Scurt istoric
Săpăturile arheologice făcute de-a lungul timpului au adus dovezi materiale ale unor locuiri încă din cele mai vechi timpuri. Astfel, pe "Valea Surpat", s-a descoperit o așezare ce conținea resturi ceramice, aparținând Evului Mediu, iar în albia Târnavei s-au găsit o daltă de piatră și tăișul unui topor, aparținând celeași epoci. În "Valea Cetății" s-a descoperit o așezare de tip Wietenberg, o figurină de lut scitică și o așezare dacică din sec. VII - VIII. În locul numit "Poala Bradului" s-a găsit o așezare Ariușd și Bodrogkeresztúr și o așezare dacică din sec. VII și VIII. În anul 1902, în apropierea drumului ce duce la Cechești, s-a descoperit un mormânt celtic de incinerație cu car de luptă din perioada La Téne mijlociu, ce conținea un vârf de lance, mânerul și vârful unei săbii și o verigă de fier. În baia de sare "Gyárfás" s-au găsit 13 monede de bronz, din care au fost identificate piese de la conducătorii romani : Titus, Antonius, Pius, Marc Aureliu, Lucilla și Commodus.
Prima atestare datează din 1333-1337, când preotul Jakab, în anul 1333 a plătit 23 de dinari impozit porții papale, iar în 1334, 8 dinari.
1395 - regele Sigismund emite la Cristur câteva diplome.
1503 - numele târgului Cristur apare într-o diplomă: Ex oppido nostro Kerezthur
1559 - sub regina Izabella, localitatea este scutită de orice fel de impozite, în afară de cele ce trebuiau plătite turcilor.
1631 - prima mențiune a unei școli reformate.

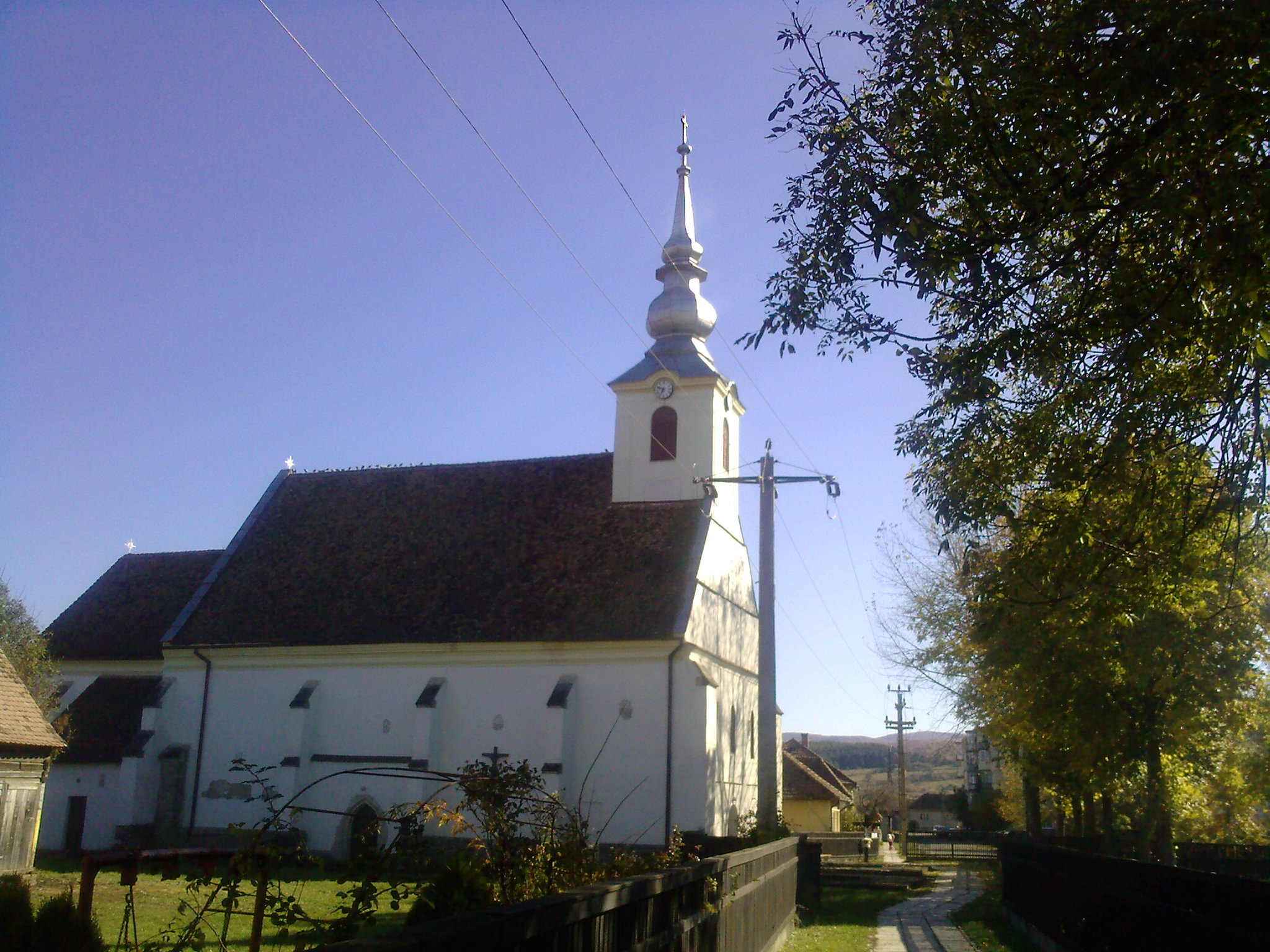
Biserica romano-catolică

Biserica romano-catolică a fost construită în secolul al XIII-lea ca biserică romanică. Edificiul a suferit mai multe transformări, prima în secolul al XIV-lea, apoi la mijlocul secolului al XV-lea. Când au fost înălțați pereții navei romanice, a fost construit un nou altar și au fost terminate bolțile. În secolul al XVI-lea, construcția a fost refăcută în stil gotic. Complexul de lângă zidul incintei reprezintă urmele casei parohiale medievale.
Orașul Cristuru Secuiesc a fost în perioada interbelică reședința plasei Cristur din județul românesc Odorhei. Pentru scurt timp, înainte de cel de-Al doilea război mondial, autoritățile române au schimbat denumirea Cristurului Secuiesc în "I.G. Duca".

## Educație și cultură

##### Educație
- Liceul Unitarian "Berde Mózes"
- Liceul Teoretic "Orbán Balázs"
- Școala generală "Petőfi Sándor"
- Grupul școlar "Zeyk Domokos"

##### Cultură
- Ansamblul folcloric PIPACSOK - fondat în anul 1992
- Fanfara civilă - fondată în anul 1895
- Filarmonica - fondată în anul 1911

## Economie
Economia acestui oraș este susținută de activități în domeniul: fabricării mobilierului, construcțiilor, fabricării oțelurilor speciale, industriei alimentare (prin procesarea cărnii și prelucrarea laptelui), comerțului și serviciilor. Un rol important îl are  agricultura (cultivarea terenurilor) și creșterea animalelor.

## Atracții turistice

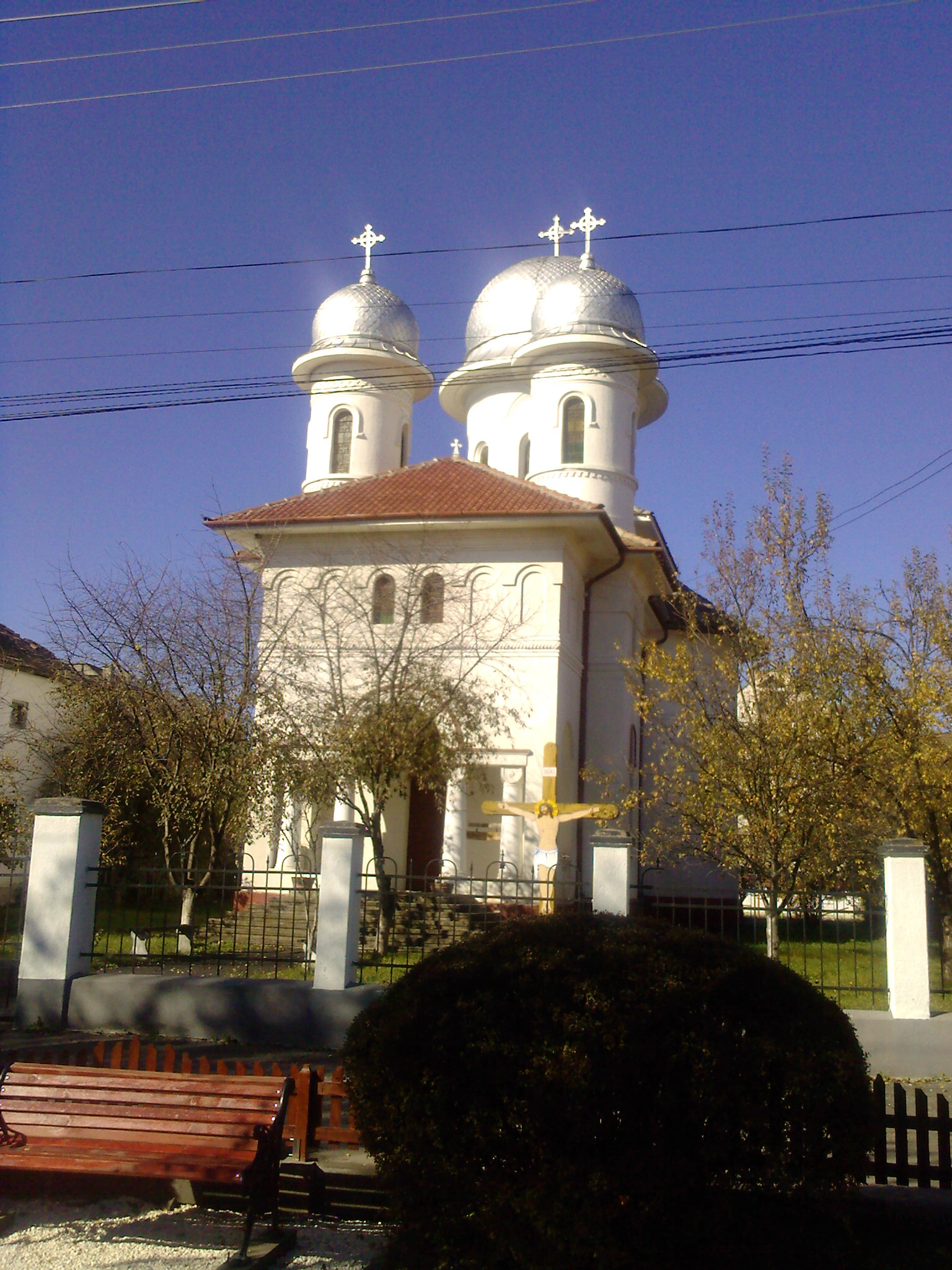
Biserica ortodoxă din Cristuru Secuiesc

- Biserica Unitariană, cu elemente arhitectonice păstrate din secolul al XI-lea.
- Biserica Romano-Catolică (adresa: str. Libertății, nr. 61, monument istoric, cod: HR-II-m-A-12805, datare: secolul al XIII-lea, refaceri în secolul al XIV-lea și 1458)
- Biserica Ortodoxă
- Muzeul "Dr. Molnár István"
- Conacul "Gyárfás"
- Statuia lui Sándor Petőfi - opera sculptorului Márkos Sándor

## Orașe înfrățite
- Albertville - Franța
- Ajka, Csurgó, Derecske, Dévaványa, Dunakeszi, Koloksa, Karcag, Kunszentmiklós, Lánycsók, Pesterszébrt XX.kerület, Somogybabod - Ungaria
- Zenta - Serbia

## Vezi și
- Biserica unitariană și reformată din Filiaș
- Conacul Ugron din Cristuru Secuiesc
- Sighișoara - Târnava Mare (sit de importanță comunitară)
- Râul Târnava Mare între Odorheiu Secuiesc și Vânători (sit de importanță comunitară)

## Imagini

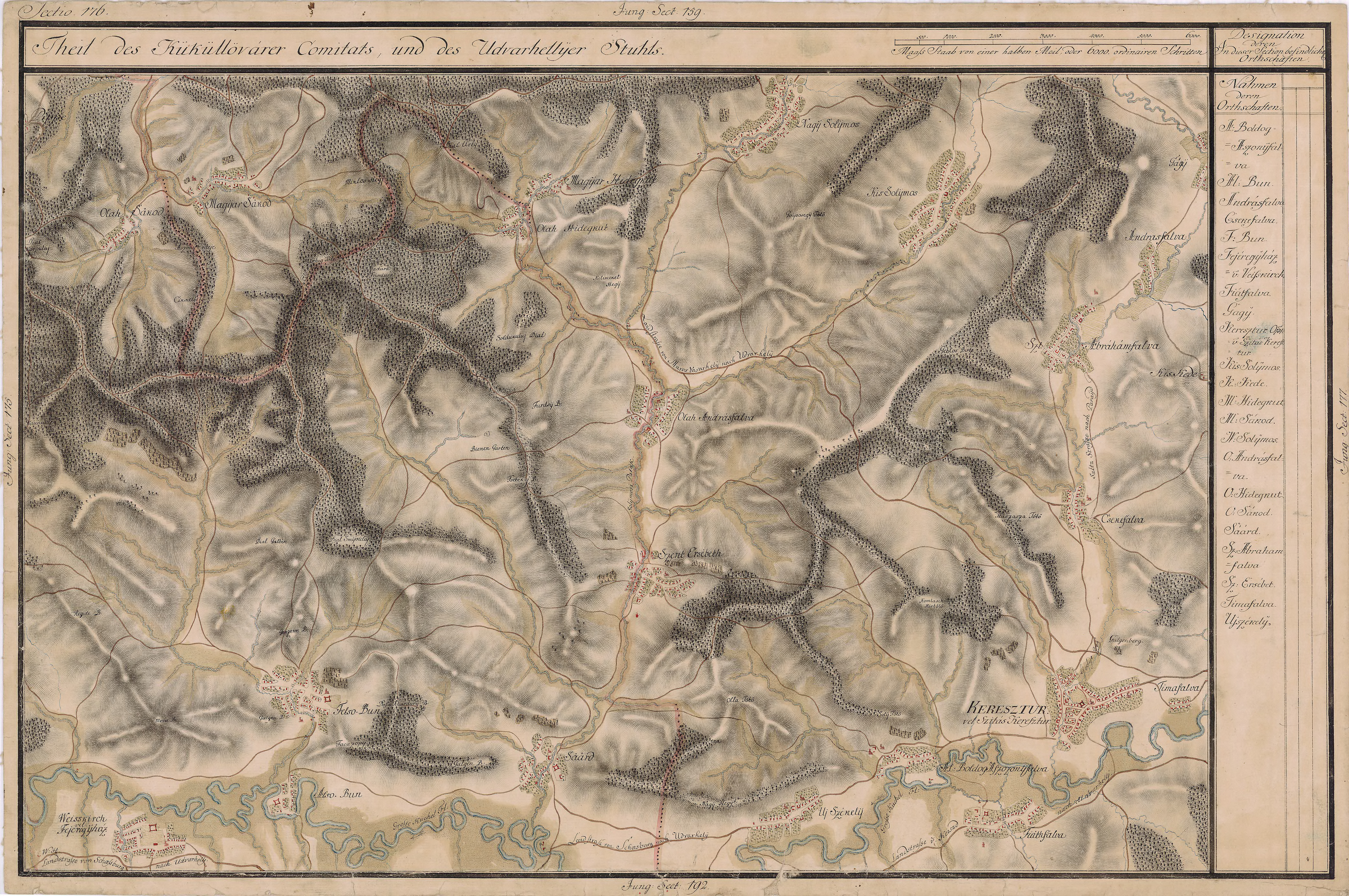
Cristuru Secuiesc în Harta Iosefină a Transilvaniei, 1769-73
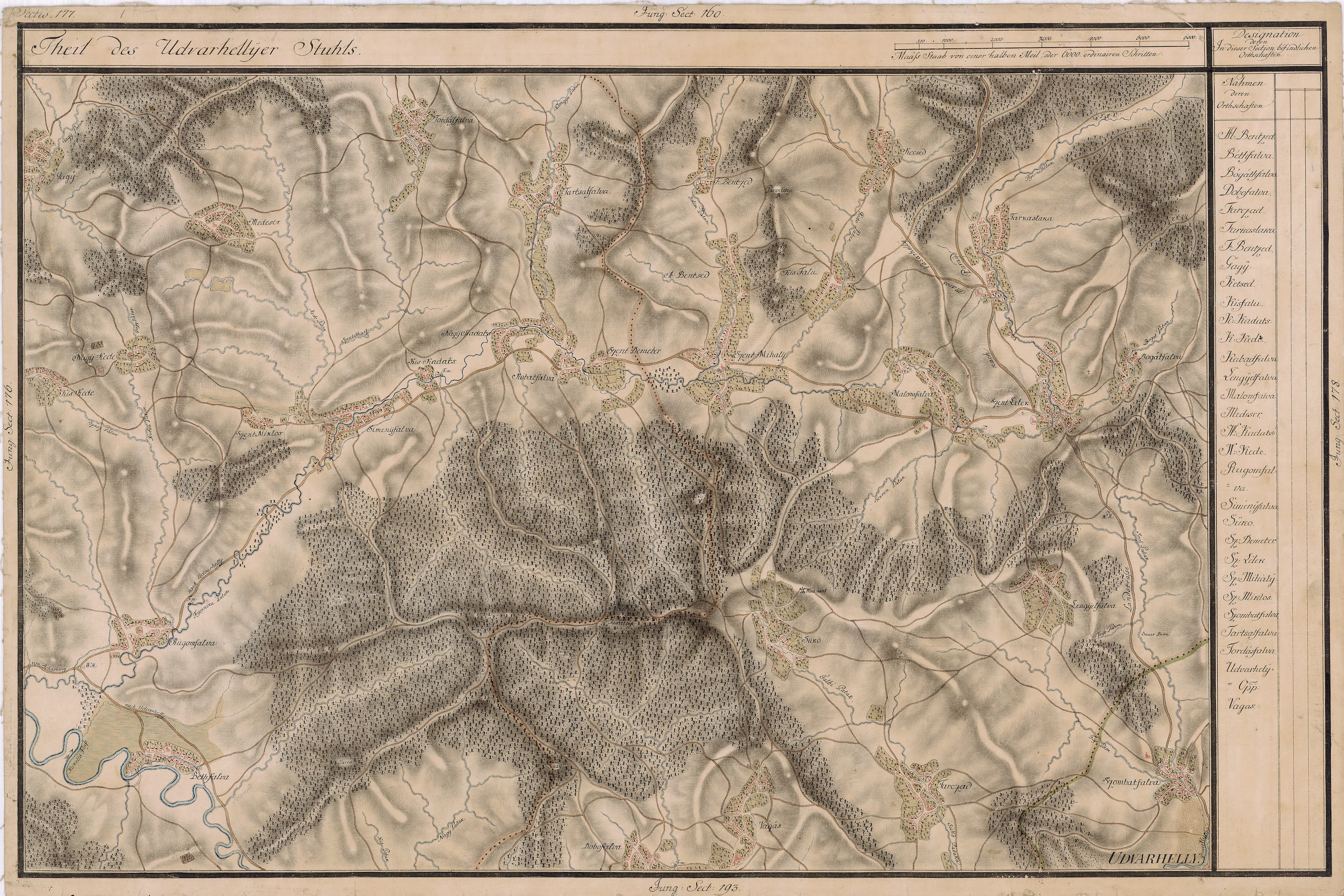
Cristuru Secuiesc în Harta Iosefină a Transilvaniei, 1769-73
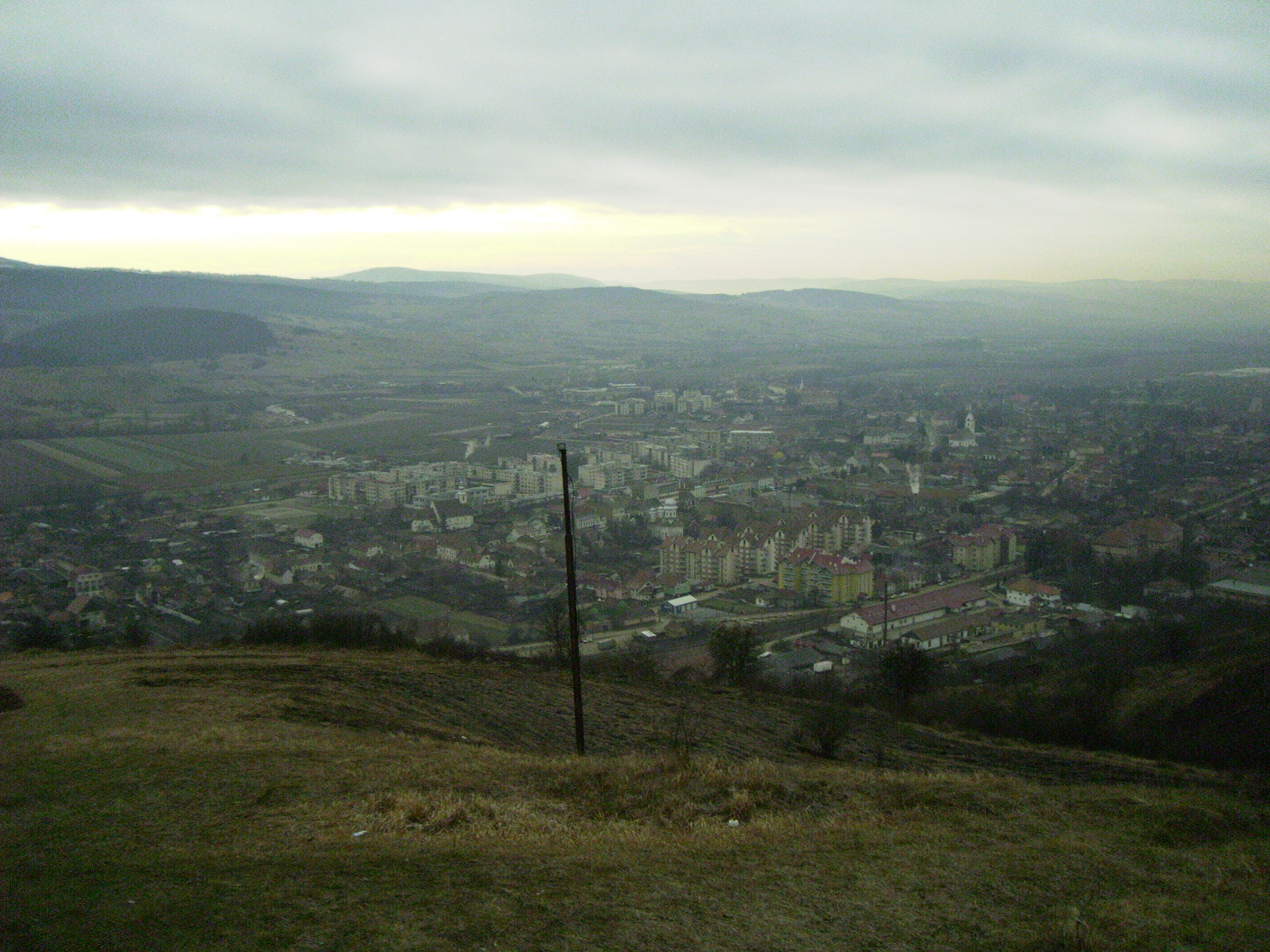
Cristuru Secuiesc
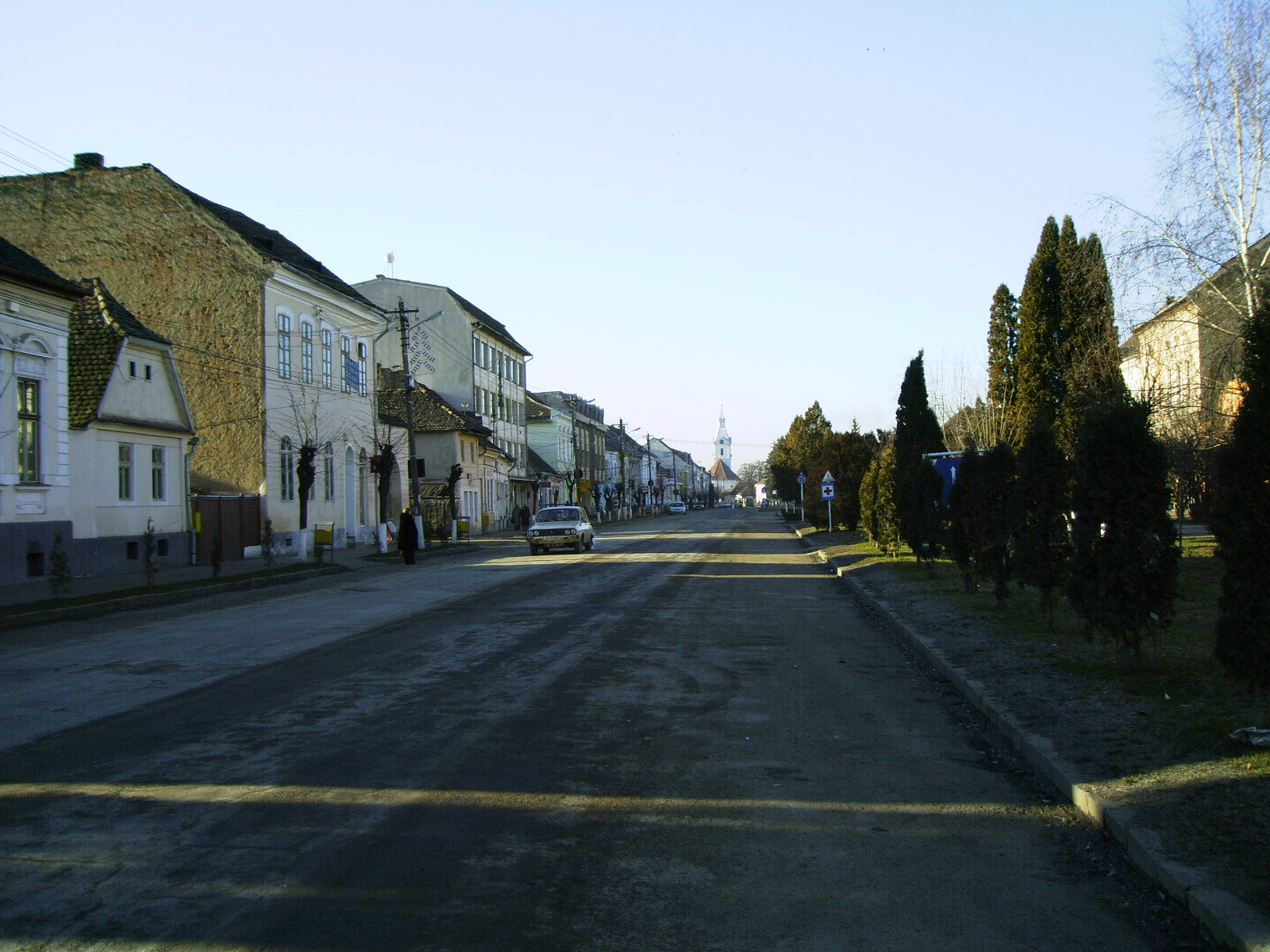
Piața Libertății din Cristuru Secuiesc
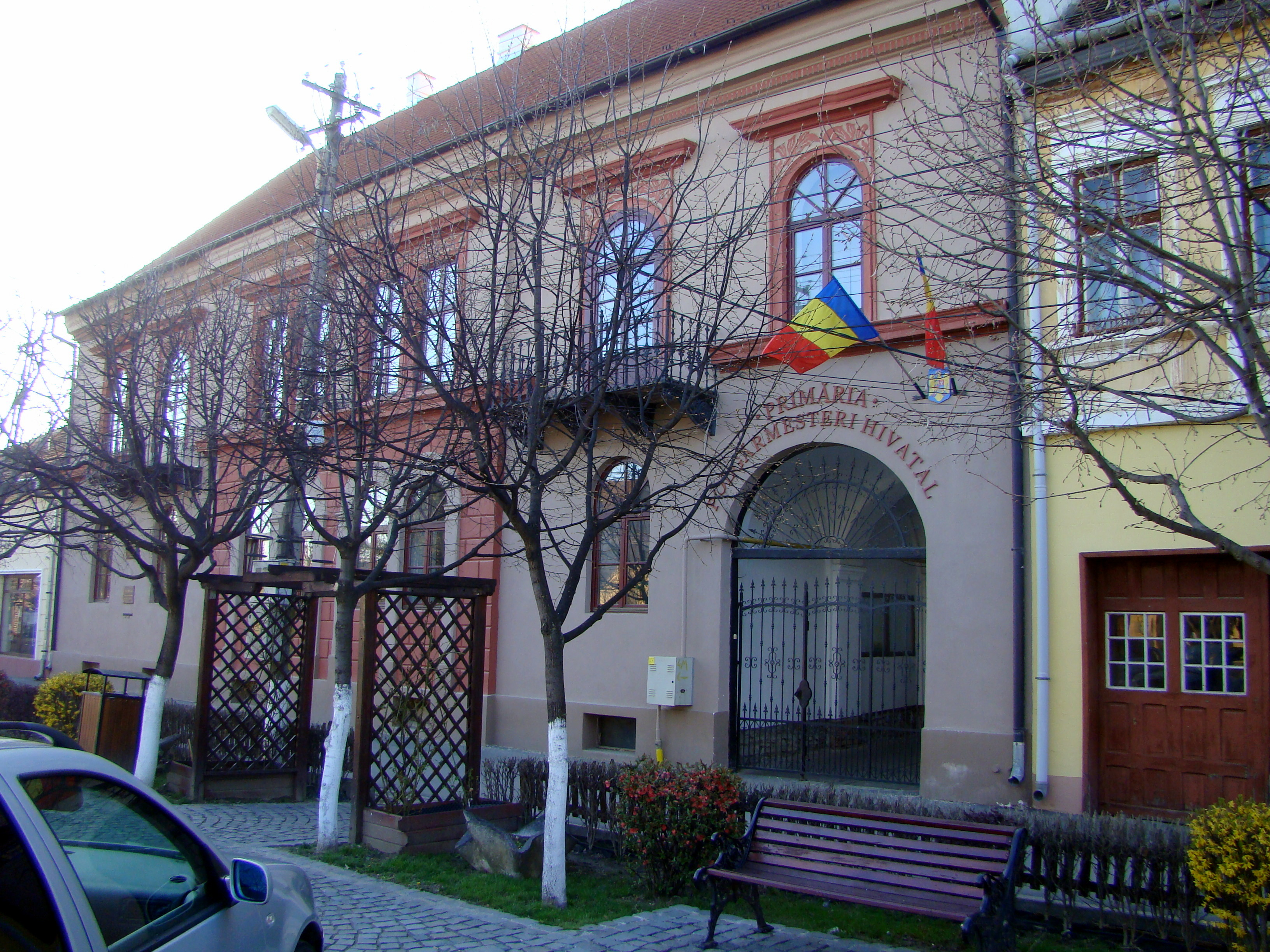
Primăria
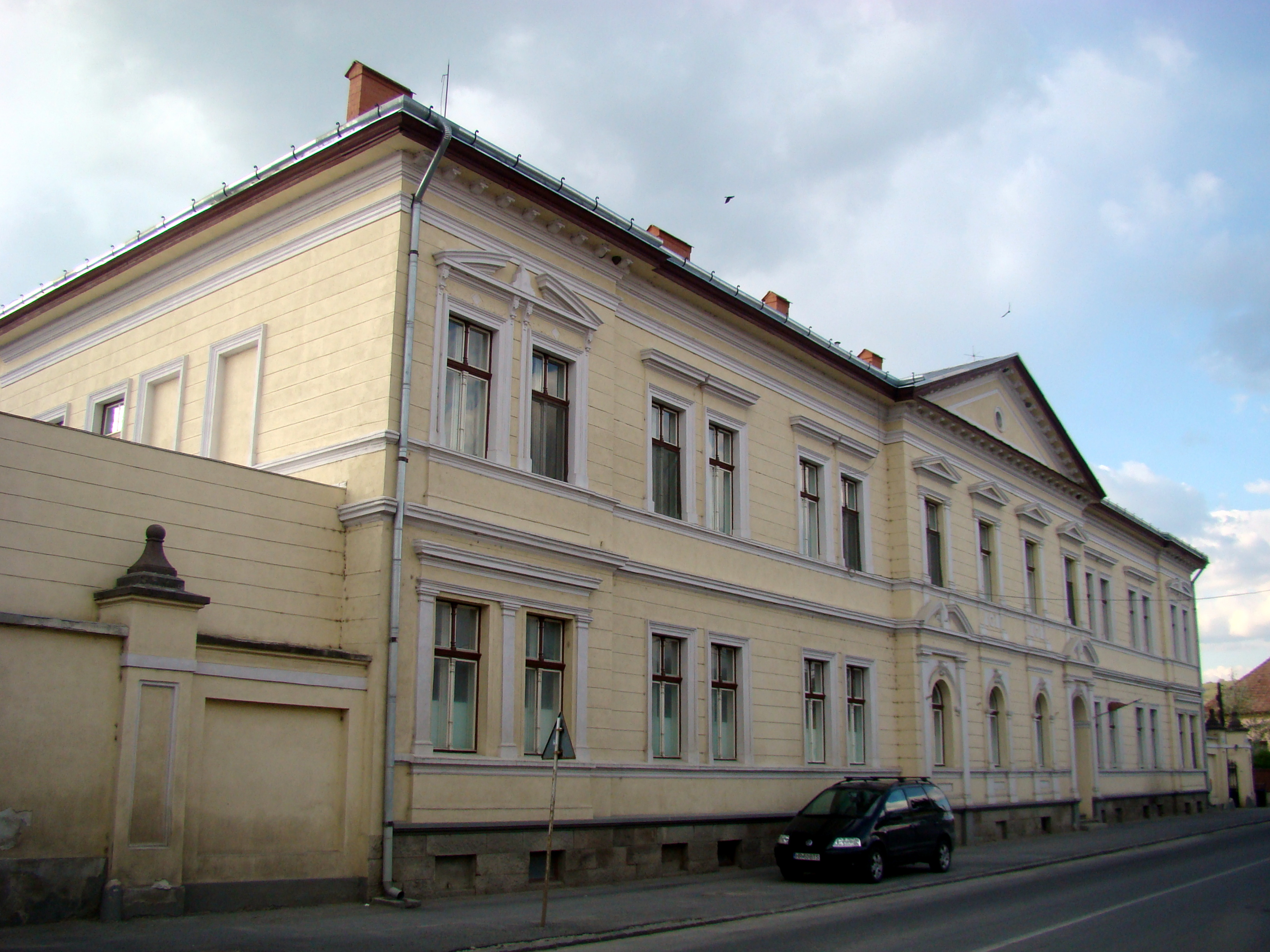
Fostul Tribunal, azi spitalul orășenesc (monument istoric)
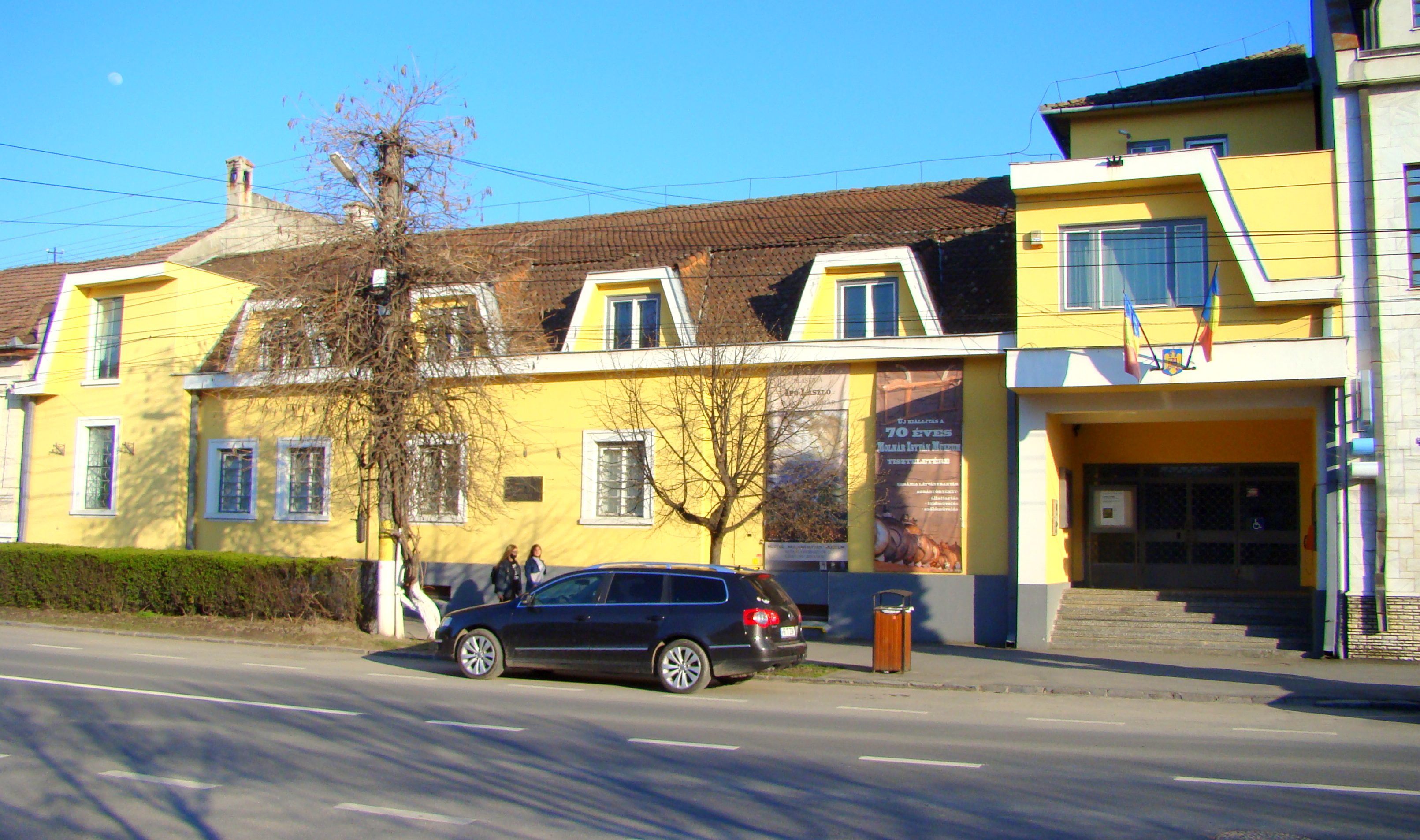
Muzeul „Molnár István" (monument istoric)
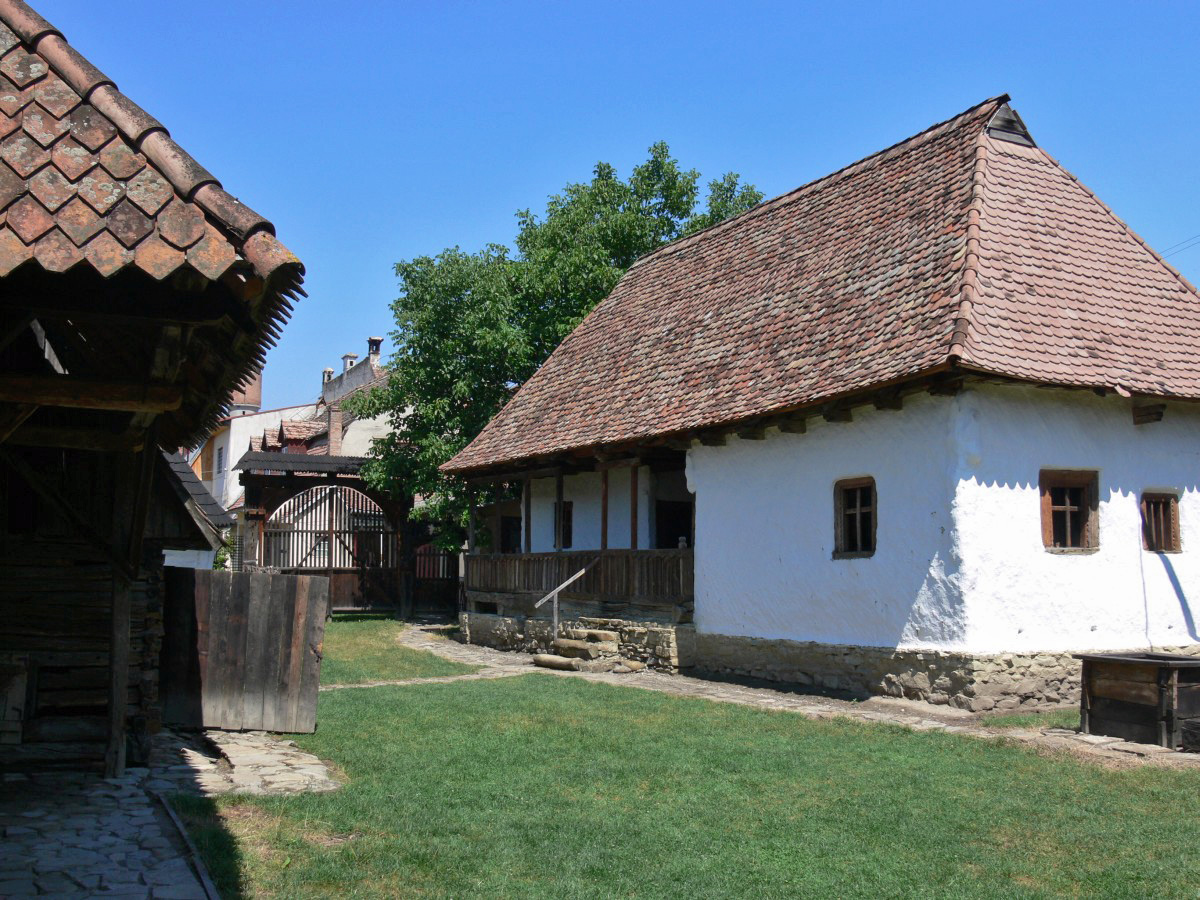
Muzeul „Molnár István" (monument istoric)
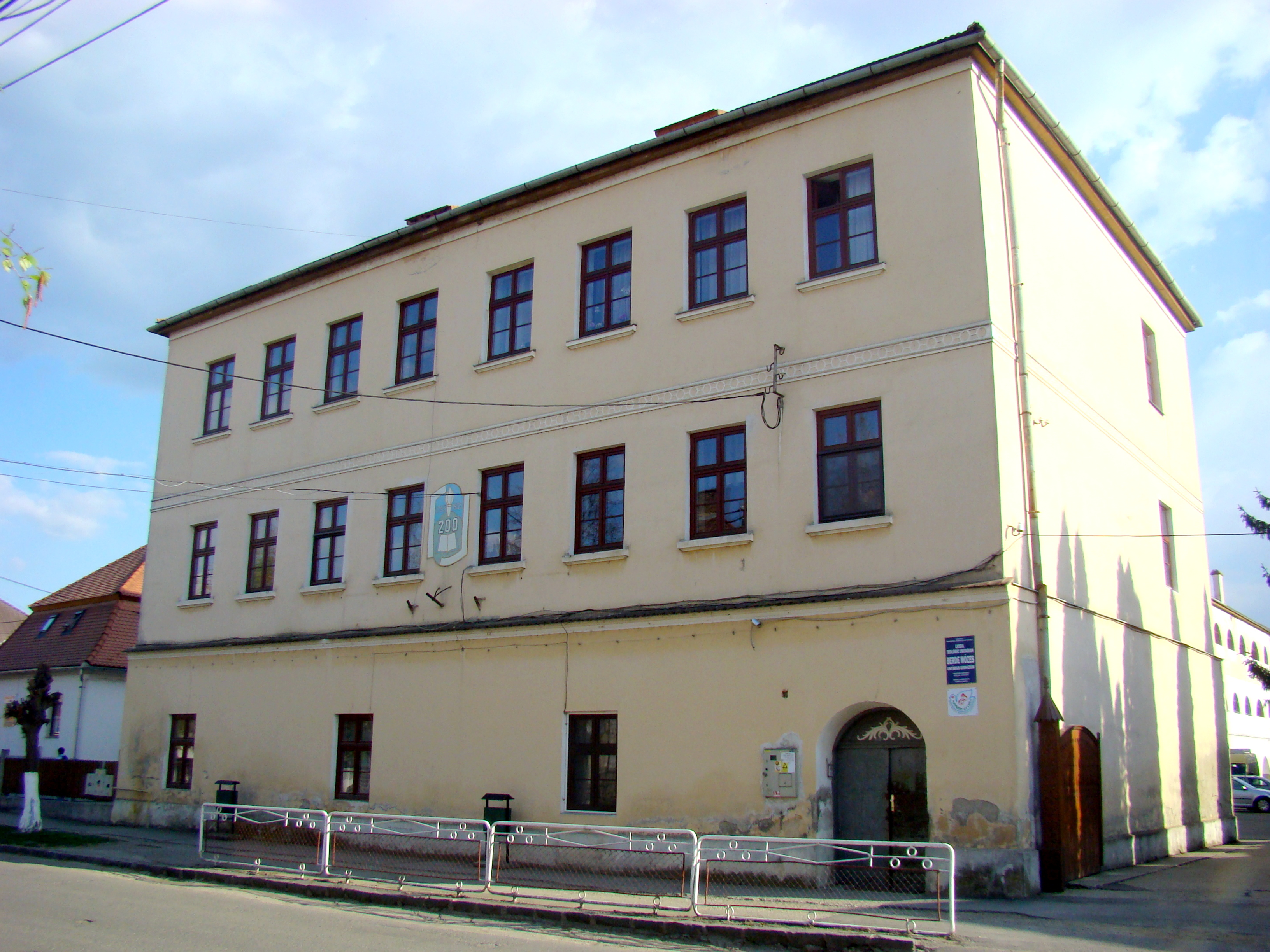
Liceul Teologic Unitarian „Berde Mózes" (monument istoric)
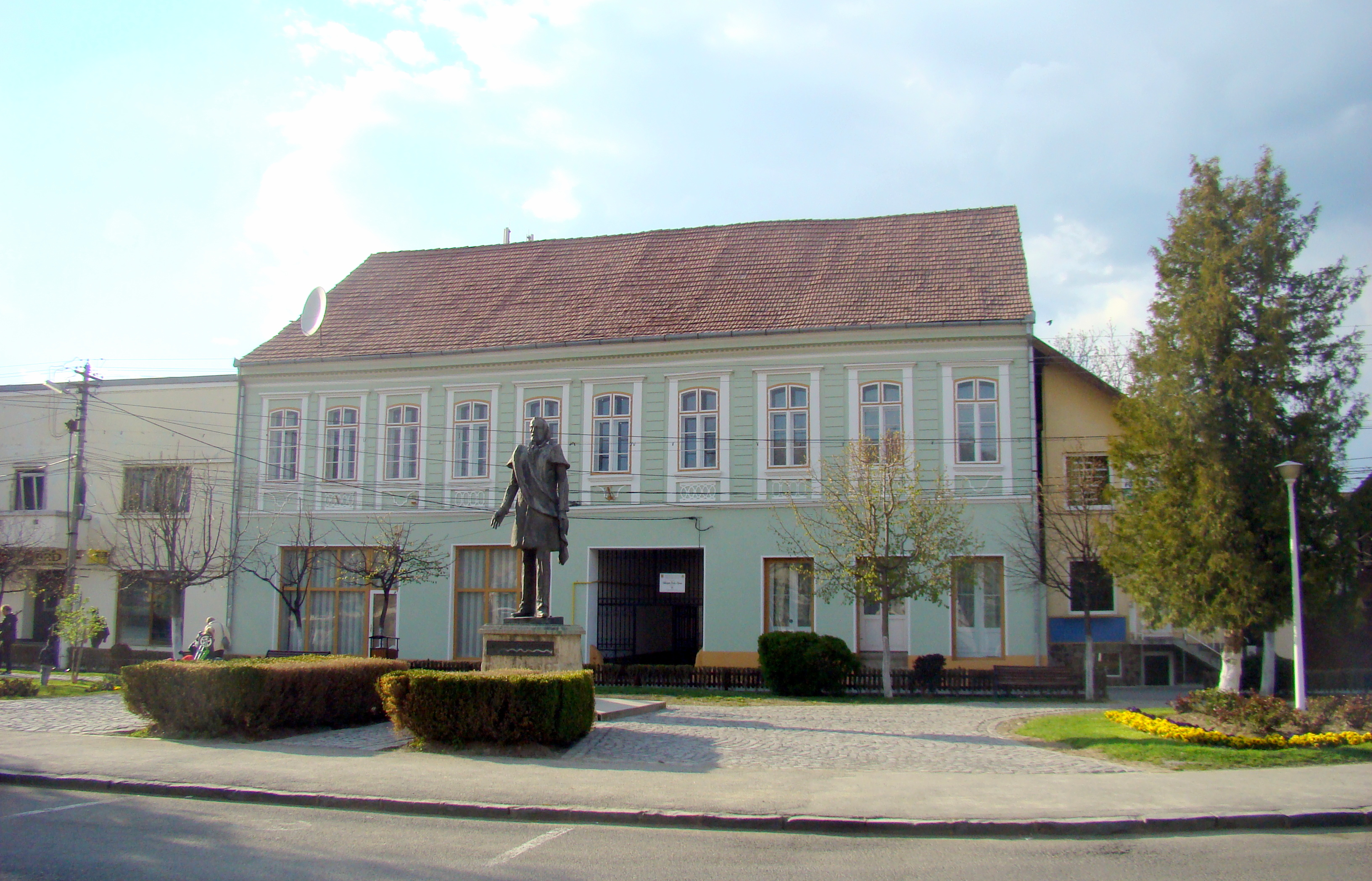
Ansamblul urban „Piața Libertății” - clădiri de locuit cu magazine la parter, Piața Libertății, nr. 1-T, sf. sec. XIX – înc. sec. XX (monument istoric)
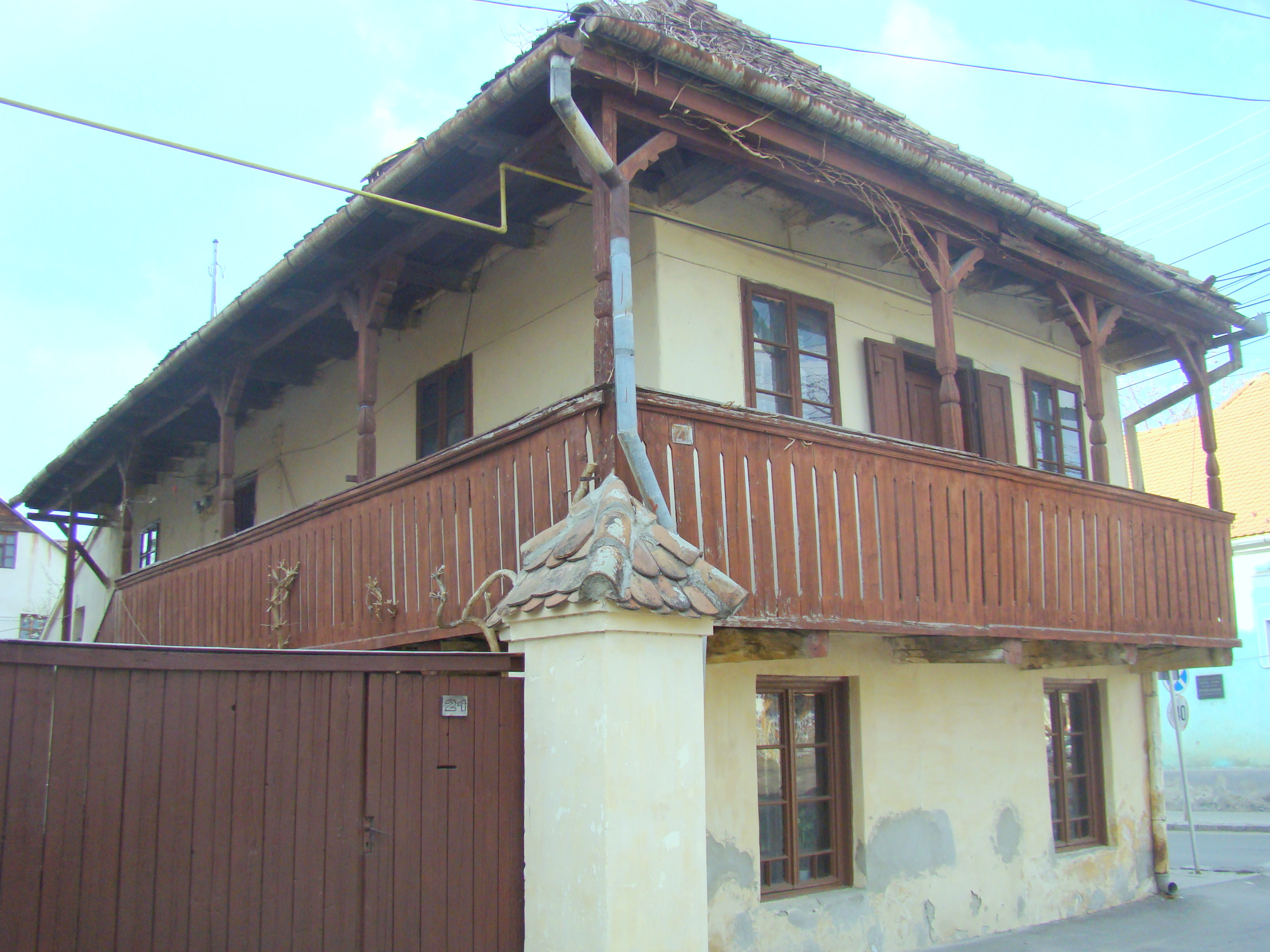
Casa „Péter Imre", începutul sec. al XIX-lea (monument istoric)
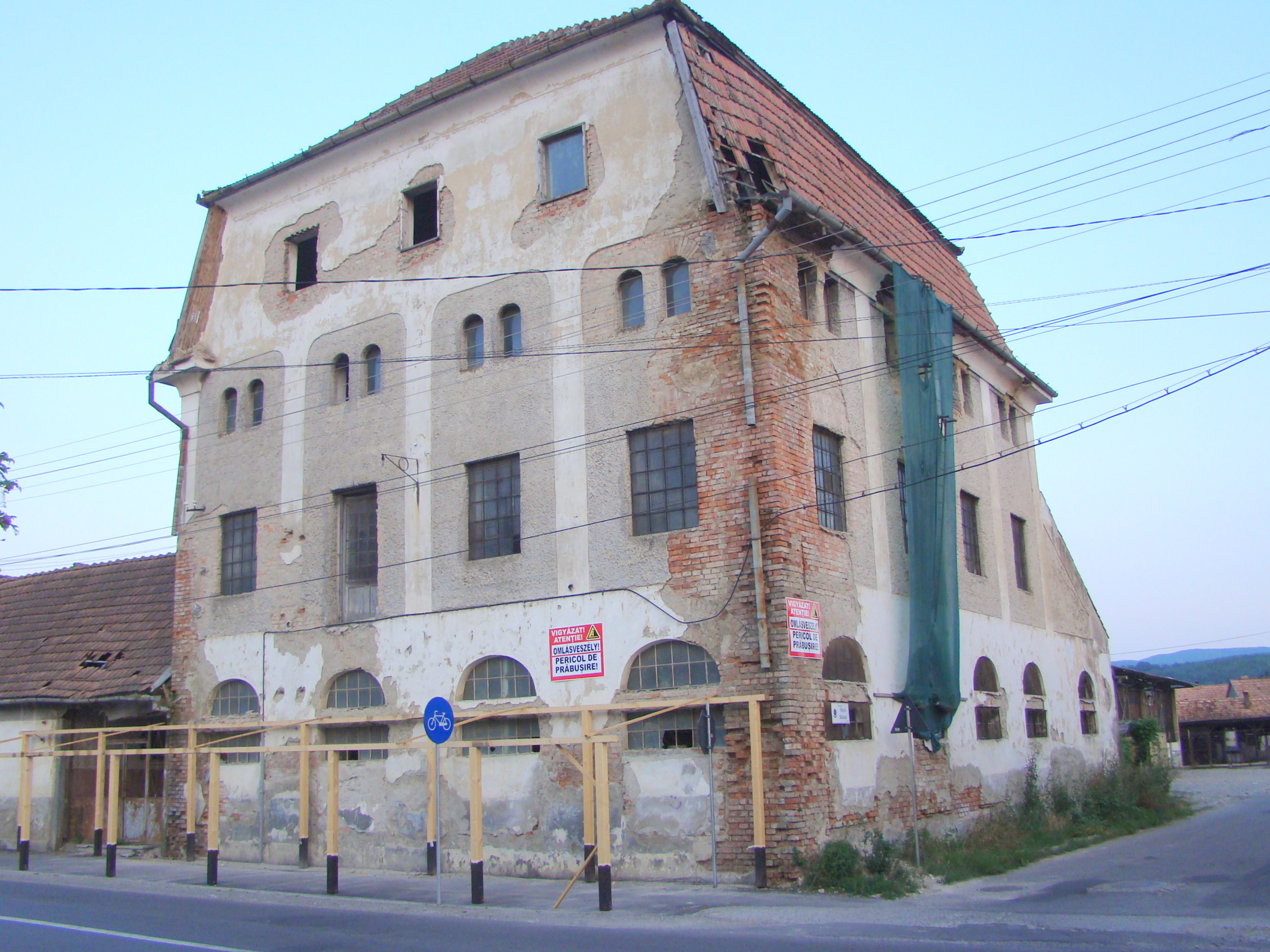
Prima moară cu aburi, str. Timafalvi, nr. 24 (monument istoric)
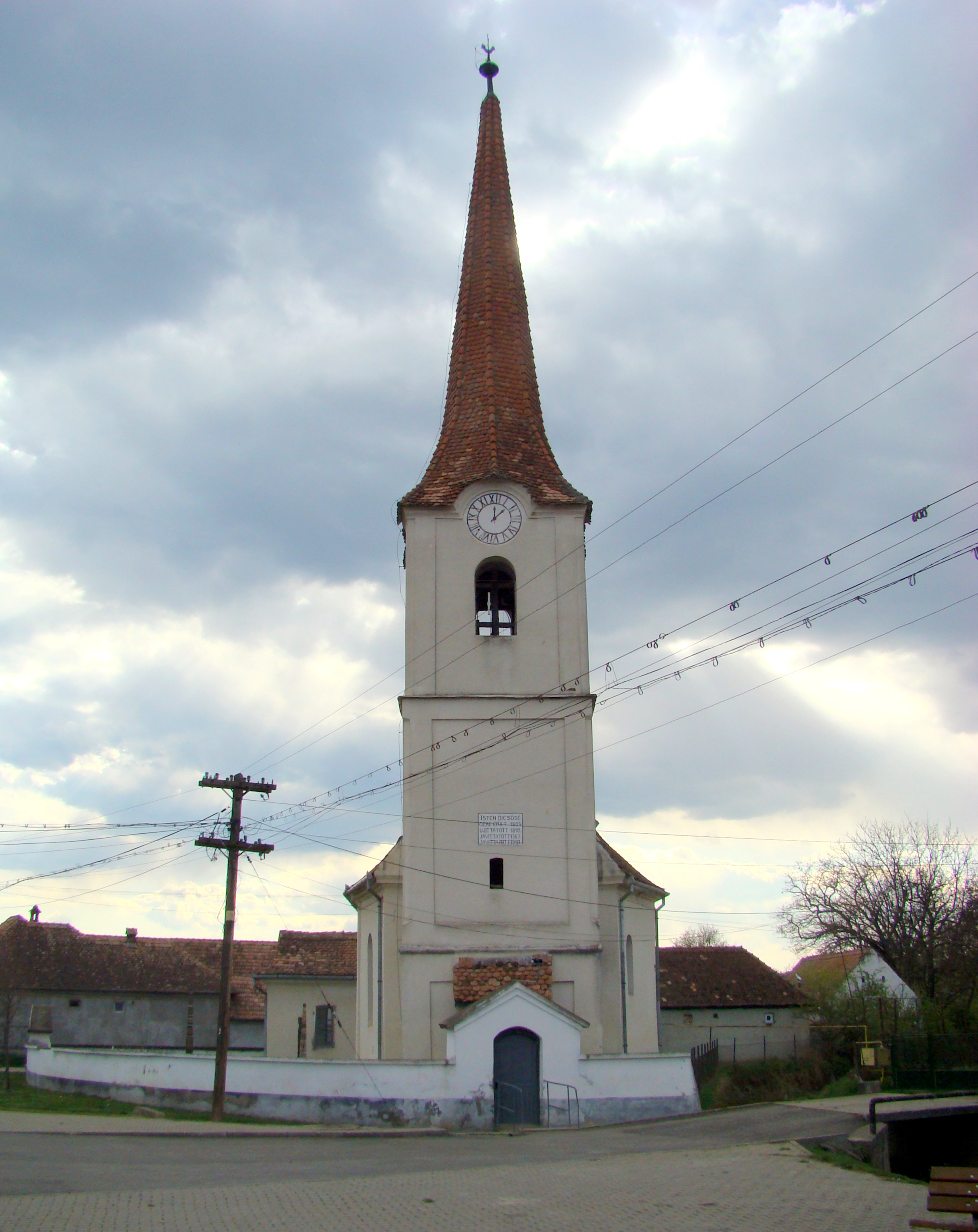
Biserica unitariană din localitatea aparținătoare Filiaș (monument istoric)
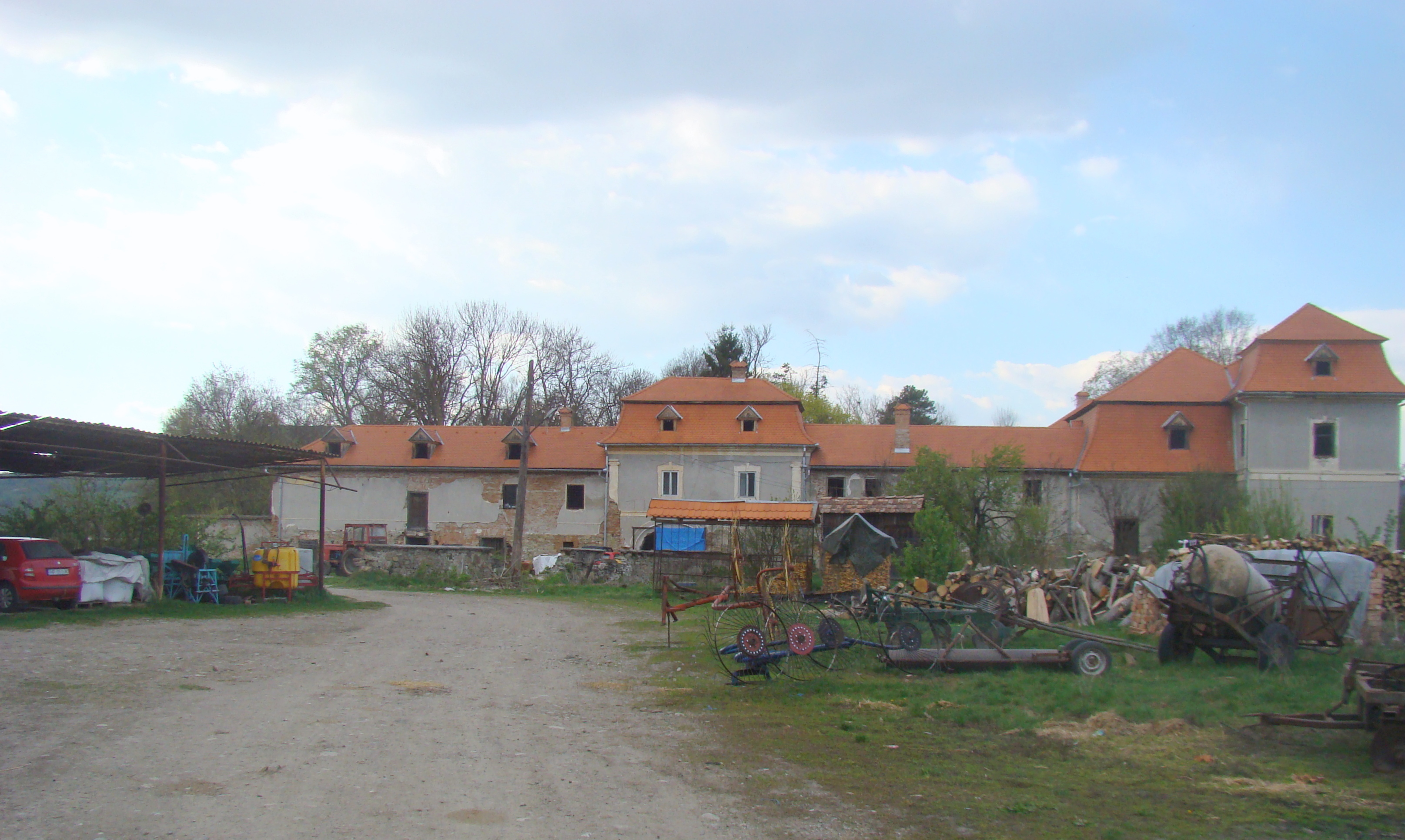
Conacul Ugron din localitatea aparținătoare Filiaș (monument istoric)